# Mikhail Agranovitj
Mikhail Agranovitj (russisk: Михаи́л Леони́дович Аграно́вич) (født 8. september 1946 i Moskva i Sovjetunionen) er en russisk filminstruktør.

## Filmografi
- Prikhodi na menja posmotret (Приходи на меня посмотреть, 2001)[1][2]